# 巨目帕斯管肩魚
巨目帕斯管肩魚，為管肩魚科的其中一種，為深海魚類，分布於全球三大洋亞熱帶海域，深度700-1500公尺，體長可達14公分，棲息在中層水域，生活習性不明。